# Vern Ehlers
Vernon James Ehlers dit Vern Ehlers est un homme politique américain, né le 6 février 1934 à Pipestone et mort le 15 août 2017 à Grand Rapids. Membre du Parti républicain, il siège à la Chambre des représentants des États-Unis de 1993 à 2011.

## Biographie

### Origines et études
Il étudie au Calvin College de 1952 à 1956 et poursuit ses études à Berkeley, où il obtient un doctorat. Il devient alors professeur de physique au Calvin College jusqu'en 1983.
Parallèlement à sa carrière académique, Ehlers est élu à la commission du comté de Kent à partir de 1975. Il entre à la Chambre des représentants du Michigan en 1983 puis au Sénat de l'État en 1985.
En décembre 1993, il est élu à la Chambre des représentants des États-Unis, à la suite du décès du républicain sortant Paul B. Henry (en). En février 2010, il annonce qu'il ne sera pas candidat à un nouveau mandat lors des élections de novembre. Il soutient Steve Heacock pour lui succéder mais c'est le conservateur Justin Amash qui remporte la primaire républicaine puis l'élection générale.

## Positions politiques
Ehlers est considéré comme un républicain modéré, notamment sur les questions d'environnement.